# Кућа народног хероја Серво Михаља
Кућа народног хероја Серво Михаља нема посебних архитектонских и стилских вредности али је значајна по томе што је у њој живео народни херој Серво Михаљ, као и разлог што се у њој 1938. године одржала Пета покрајинска конференција КПЈ за Војводину.
Кућа ужом страном излази на регулациону линију улице. Основа је изразито издужена, а просторије се нижу једна на другу тако да формирају две засебна стамбене целине. Kров је двосливан, покривен црепом а фасада је без украса. На њој су два прозора и врата кроз која се улази у дугачки надкривен и гонг чију таваницу носи 8 стубова.
Кров се урушио децембра 2010. године, услед вишегодишњег неодржавања и терета снега.
Из тог разлога започет је поступак брисања из Регистра непокретних културних добара куће народног хероја Серво Михаља.

## Галерија
- Кућа Серво Михаља пре урушавања (2007. година)
- Детаљи куће (архивске фотографије)
- Спомен-плоча на кући Серво Михаља
- Улична фасада куће шездесетих година